# Construction Time Again
„Construction Time Again“ е третият студиен албум на британската група Depeche Mode, издаден през 1983 г.
В него се проявяват две съществени изменения в стила на „Depeche Mode“ – той придобива по-дълбоко лирическо съдържание на песните и текстовете стават по-смислени. Второ, стилът на групата започва да става по-мрачен, и албумът „Black Celebration“, излязъл три години по-късно, приема ефектите от своя предшественик, и това звучене става неизменен спътник на „Depeche Mode“. Освен това, „Construction Time Again“ е първия албум, в записа на който участва новия член на групата Алън Уайлдър.
Албумът е записан през лятото и есента на 1983 г. в студиото „Garden“ в Лондон и миксиран в „Hansa Mischraum“ в Берлин. Песента „Pipeline“ е изпълнена от Мартин Гор.

## Списък с песните

### Оригинален траклист

#### Страна 1
1. Love, in Itself – 4:29
2. More Than a Party – 4:23
3. Pipeline – 6:15
4. Everything Counts – 4:19

#### Страна 2
1. Two Minute Warning – 4:13
2. Shame – 3:50
3. The Landscape Is Changing – 4:47
4. Told You So – 4:24
5. And Then... – 4:34

#### CD
1. And Then... – 4:34
2. Everything Counts (Reprise) (скрит трак) – 1:05

#### Американско и Канадско CD
1. And Then... – 4:34
2. Everything Counts (Reprise) (дълга версия) – 7:23

### Колекционерско издание CD + DVD

#### Кратък филм
1. "Депеш Мод: 1983 (Тийнейджъри растат, лошо правителство и всичко това)" – 38:56

#### Construction Time Again (DTS 5.1, Dolby Digital 5.1 and PCM Stereo)
1. Love, in Itself – 4:29
2. More Than a Party – 4:23
3. Pipeline – 6:15
4. Everything Counts – 4:19
5. Two Minute Warning – 4:13
6. Shame – 3:50
7. The Landscape Is Changing – 4:47
8. Told You So – 4:24
9. And Then... – 4:34
10. Everything Counts (Reprise) (скрит трак) – 0:59

#### Допълнителни тракове (PCM Stereo)
1. Get the Balance Right! – 3:17
2. The Great Outdoors! – 5:04
3. Work Hard – 4:24
4. Fools – 4:17
5. Get the Balance Right! (Combination Mix) – 8:01
6. Everything Counts (In Larger Amounts) – 7:22
7. Love, in Itself.4 – 4:40

|  | Тази страница частично или изцяло представлява превод на страницата Construction Time Again в Уикипедия на руски. Оригиналният текст, както и този превод, са защитени от Лиценза „Криейтив Комънс – Признание – Споделяне на споделеното“, а за съдържание, създадено преди юни 2009 година – от Лиценза за свободна документация на ГНУ. Прегледайте историята на редакциите на оригиналната страница, както и на преводната страница, за да видите списъка на съавторите. ВАЖНО: Този шаблон се отнася единствено до авторските права върху съдържанието на статията. Добавянето му не отменя изискването да се посочват конкретни източници на твърденията, които да бъдат благонадеждни. |